# Tour de la province de Reggio de Calabre
Le Tour de la province de Reggio de Calabre (en italien : Giro della Provincia di Reggio Calabria) est une course cycliste par étapes italienne disputée dans la province de Reggio de Calabre, dans la région de Calabre dans le Sud de l'Italie.

## Histoire de l'épreuve
Le Tour de la province de Reggio de Calabre est disputé pour la première fois en 1920. Elle est alors courue par étapes, et le reste jusqu'en 1949. Son organisation durant ces premières décennies est peu régulière.
En 1950, le Tour de la province de Reggio de Calabre devient une course d'un jour. Il est remporté cette année-là par Fausto Coppi devant Gino Bartali. En 1969, il est le cadre du championnat d'Italie sur route remporté par Vittorio Adorni.
Après de nouvelles difficultés durant les années 1990 et 2000, il intègre l'UCI Europe Tour dans la catégorie 1.1. En 2008, il est de nouveau disputé en trois étapes. En 2009 il est disputé en 1 étape.

## Palmarès
| Année     | Vainqueur                 | Deuxième                 | Troisième            |
| --------- | ------------------------- | ------------------------ | -------------------- |
| 1920      | Mario Giorgianni          | Luigi Velona             | Giacomo Ragusa       |
| 1921      | Non-disputé               | Non-disputé              | Non-disputé          |
| 1922      | Angelo De Francesco       | Marzio Germoni           | Angiolo Marchi (it)  |
| 1923      | Nello Ciaccheri           | Enea Dal Fiume           | Guido Messeri        |
| 1924-1925 | Non-disputé               | Non-disputé              | Non-disputé          |
| 1926      | Nello Ciaccheri           | Marino Pomposi           | Antonio Liguori      |
| 1927      | Non-disputé               | Non-disputé              | Non-disputé          |
| 1928      | Felice Gremo              | Settimo Innocenti        | Leonida Frascarelli  |
| 1929      | Felice Gremo              | Pietro Mori              | Allegro Grandi       |
| 1930      | Luigi Marchisio           | Marco Giuntelli          | Aleardo Simoni       |
| 1931      | Learco Guerra             | Pio Caimmi               | Domenico Piemontesi  |
| 1932-1944 | Non-disputé               | Non-disputé              | Non-disputé          |
| 1945      | Giovanni Corrieri         | Mario Fazio              | Arturo De Lorenzo    |
| 1946-1948 | Non-disputé               | Non-disputé              | Non-disputé          |
| 1949      | Sergio Pagliazzi          | Angelo Fumagalli         | Danilo Barozzi       |
| 1950      | Fausto Coppi              | Gino Bartali             | Vito Ortelli         |
| 1951      | Luciano Maggini           | Arrigo Padovan           | Waldemaro Bartolozzi |
| 1952      | Gino Bartali              | Fiorenzo Magni           | Giuseppe Minardi     |
| 1953      | Luciano Maggini           | Dante Rivola             | Annibale Brasola     |
| 1954      | Giuseppe Minardi          | Fausto Coppi             | Bruno Monti          |
| 1955      | Rino Benedetti            | Giancarlo Astrua         | Angelo Conterno      |
| 1956      | Giuseppe Minardi          | Cleto Maule              | Adriano Zamboni      |
| 1957      | Gastone Nencini           | Aldo Moser               | Ercole Baldini       |
| 1958      | Angelo Conterno           | Ercole Baldini           | Silvano Ciampi       |
| 1959      | Waldemaro Bartolozzi      | Rino Benedetti           | Angelo Conterno      |
| 1960      | Guido Carlesi             | Gastone Nencini          | Pierino Baffi        |
| 1961      | Dino Bruni                | Vito Favero              | Noé Conti            |
| 1962      | Luigi Sarti               | Antonio Suárez           | Livio Trapè          |
| 1963      | Ercole Baldini            | Carlo Brugnami           | Graziano Battistini  |
| 1964      | Diego Ronchini            | Guido Carlesi            | Aldo Pifferi         |
| 1965      | Adriano Durante           | Vito Taccone             | Franco Bitossi       |
| 1966      | Michele Dancelli          | Gianni Motta             | Dino Zandegù         |
| 1967      | Michele Dancelli          | Vittorio Adorni          | Bruno Mealli         |
| 1968      | Michele Dancelli          | Ole Ritter               | Franco Bitossi       |
| 1969      | Vittorio Adorni           | Vito Taccone             | Italo Zilioli        |
| 1970      | Walter Godefroot          | Luigi Sgarbozza          | Patrick Sercu        |
| 1971      | Gianni Motta              | Marcello Bergamo         | Ole Ritter           |
| 1972      | Franco Bitossi            | Albert Van Vlierberghe   | Enrico Paolini       |
| 1973      | Wladimiro Panizza         | Davide Boifava           | Francesco Moser      |
| 1974      | Francesco Moser           | Roger De Vlaeminck       | Constantino Conti    |
| 1975      | Giuseppe Perletto         | Francesco Moser          | Constantino Conti    |
| 1976      | Enrico Paolini            | Franco Bitossi           | Gary Clively         |
| 1977      | Constantino Conti         | Pierino Gavazzi          | Giuseppe Saronni     |
| 1978      | Knut Knudsen              | Gianbattista Baronchelli | Leonardo Mazzantini  |
| 1979      | Giovanni Battaglin        | Bernt Johansson          | Wladimiro Panizza    |
| 1980      | Gianbattista Baronchelli  | Claudio Bortolotto       | Simone Fraccaro      |
| 1981      | Alfio Vandi               | Bernt Johansson          | Claudio Bortolotto   |
| 1982      | Riccardo Magrini          | Michael Wilson           | Giuseppe Martinelli  |
| 1983      | Pierino Gavazzi           | Giuseppe Petito          | Francesco Moser      |
| 1984      | Alfredo Chinetti          | Daniele Caroli           | Roger De Vlaeminck   |
| 1985      | Silvano Ricco             | Palmiro Masciarelli      | Ennio Salvador       |
| 1986      | Guido Bontempi            | Francesco Moser          | Moreno Argentin      |
| 1987      | Tony Rominger             | Stefan Brykt             | Franco Chioccioli    |
| 1988      | Moreno Argentin           | Gianni Bugno             | Emanuele Bombini     |
| 1989      | Adriano Baffi             | Silvio Martinello        | Paolo Cimini         |
| 1990      | Giuseppe Saronni          | Maximilian Sciandri      | Alberto Elli         |
| 1991      | Andrea Ferrigato          | Rolf Aldag               | Germano Pierdomenico |
| 1992      | Davide Cassani            | Giorgio Furlan           | Oliverio Rincón      |
| 1993      | Fabiano Fontanelli        | Stefano Allocchio        | Silvio Martinello    |
| 1994      | Non-disputé               | Non-disputé              | Non-disputé          |
| 1995      | Pascal Richard            | Riccardo Forconi         | Davide Rebellin      |
| 1996      | Michele Bartoli           | Alessandro Baronti       | Beat Zberg           |
| 1997      | Non-disputé               | Non-disputé              | Non-disputé          |
| 1998      | Michele Bartoli           | Mirko Celestino          | Eddy Mazzoleni       |
| 1999-2002 | Non-disputé               | Non-disputé              | Non-disputé          |
| 2003      | Aitor González            | Filippo Pozzato          | Fabio Baldato        |
| 2004      | Andris Naudužs            | Mauro Zinetti            | Dimitri Konyshev     |
| 2005      | Guillermo Rubén Bongiorno | Samuele Marzoli          | Fabio Borghesi       |
| 2006-2007 | Non-disputé               | Non-disputé              | Non-disputé          |
| 2008      | Daniele Pietropolli       | Steve Cummings           | Francesco Failli     |
| 2009      | Fortunato Baliani         | Fabio Taborre            | Francesco Failli     |
| 2010      | Matteo Montaguti          | Francisco Ventoso        | Daniele Pietropolli  |
| 2011      | Daniele Pietropolli       | José Serpa               | Daniel Oss           |
| 2012      | Elia Viviani              | Daniele Colli            | Elia Favilli         |
| 2013-2022 | Non-disputé               | Non-disputé              | Non-disputé          |
| 2023      | Jhonatan Restrepo         | Nicolás Tivani           | Mirco Maestri        |
| 2024      | Non-disputé               | Non-disputé              | Non-disputé          |
| 2025      | Luca Colnaghi             | Davide Bais              | Lorenzo Finn         |